# باب مراكش (الصويرة)
باب مراكش هو أحد البوابات المحصنة الموجودة في مدينة الصويرة في المغرب. ويعود بناءه إلى القرن الثامن عشر. يعتبر من البوابات الرئيسية للمدينة من جهة الجنوب الشرقي، ويعد باب مراكش بمدينة الصويرة معلمة تاريخية وسياحية عريقة.

## التاريخ
تم بناء باب مراكش في القرن الثامن عشر بالتزامن مع إنشاء سور المدينة بأمر من السلطان العلوي محمد بن عبد الله. وكان الباب ممرًا ضروريًا للطريق المتجهة إلى مراكش وأكادير.
تم تصنيف الباب على أنه معلم تاريخي منذ 30 غشت 1924.

## الهندسة المعمارية
تم بناء باب مراكش على الطراز الشريفي وهو عبارة عن باب مستدير متصل بأسوار حجرية كما يتألف من أسوار مربعة الشكل. الباب على شكل مربع بقياس 5.90 × 5.80 م ، ويشكل تقاطع أقطارها مركز قوس نصف دائري.
يظل باب مراكش بابًا بسيطًا ولكنه ذو موقع مهم حيث يسمح بالوصول إلى المدينة العتيقة للصويرة.